# Morten Berre
Morten Gladhaug Berre (ur. 10 sierpnia 1975 w Oslo, Norwegia) – norweski piłkarz który gra na pozycji napastnika.

## Kariera klubowa
Karierę rozpoczął w 1995 roku w Skeid Fotball. W 61 meczach strzelił 11 goli. W 1998 roku zakontraktował go inny norweski klub, FK Haugesund. W tym klubie strzelił 10 goli w 25 meczach. W 1999 roku przeszedł do Vikingu Stavanger, gdzie w 63 meczach strzelił 17 goli. W 2001 roku przeszedł do niemieckiego FC St. Pauli. Jednak tam rozegrał tylko 10 meczów i powrócił do Vikingu. Rozegrał w nim wtedy 24 mecze w których strzelił 3 bramki. W 2003 roku przeszedł do Vålerenga Fotball, w której grał do 2015. Zagrał w niej 298 meczów w których strzelił 61 goli.

## Kariera reprezentacyjna
W reprezentacji Norwegii rozegrał 1 mecz.